# Europaparlamentsvalet i Sverige 2024
Europaparlamentsvalet i Sverige 2024 ägde rum den 9 juni 2024, då 21 ledamöter från den svenska valkretsen valdes till Europaparlamentet.

## Valfrågor

### EU-medlemskap
Efter den jämna folkomröstningen om EU-medlemskap i Sverige 1994, då 47% röstade emot, finns det numera stort partipolitiskt stöd för EU. Efter att Vänsterpartiet slopade kravet på EU-uträde i maj 2024, ville alla riksdagspartier fortsätta det svenska EU-medlemskapet inför valet. Centerpartiet, Kristdemokraterna, Liberalerna, Moderaterna och Socialdemokraterna argumenterade för medlemskap redan under folkomröstningen 1994, medan Miljöpartiet slopade utträdeskravet 2008 och Sverigedemokraterna 2019. De flesta småpartier som kandiderar till Europaparlamentet stödjer också svenskt EU-medlemskap. Undantag är Sveriges kommunistiska parti, MoD - Mänskliga rättigheter och Demokrati, Klassiskt liberala partiet och Alternativ för Sverige.

## Valresultat

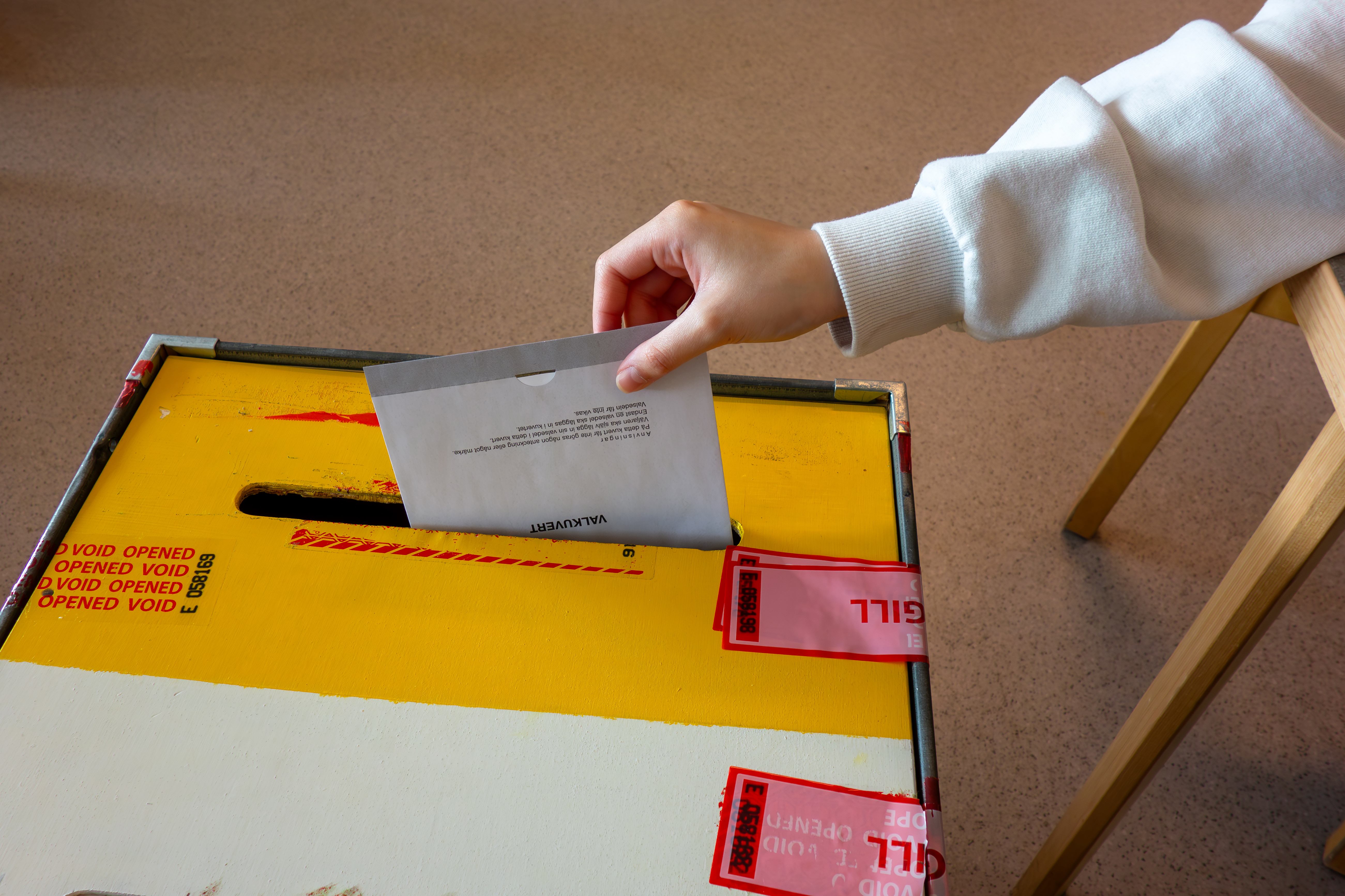
Ett kuvert med en valsedel läggs i en valurna av en röstmottagare vid EU-valet 2024 i Brastad.

### Mandatfördelning
|                     |                     |  |        |   |
| Parti               |                     |  | Mandat |   |
| Socialdemokraterna  | Socialdemokraterna  |  | 5      | 5 |
| Moderaterna         | Moderaterna         |  | 4      | 4 |
| Miljöpartiet        | Miljöpartiet        |  | 3      | 3 |
| Sverigedemokraterna | Sverigedemokraterna |  | 3      | 3 |
| Vänsterpartiet      | Vänsterpartiet      |  | 2      | 2 |
| Centerpartiet       | Centerpartiet       |  | 2      | 2 |
| Kristdemokraterna   | Kristdemokraterna   |  | 1      | 1 |
| Liberalerna         | Liberalerna         |  | 1      | 1 |

|            |         |  |        |   |
| Partigrupp |         |  | Mandat |   |
| S&D        | S&D     |  | 5      | 5 |
| EPP        | EPP     |  | 5      | 5 |
| G/EFA      | G/EFA   |  | 3      | 3 |
| ECR        | ECR     |  | 3      | 3 |
| Renew      | Renew   |  | 3      | 3 |
| GUE/NGL    | GUE/NGL |  | 2      | 2 |

### Valda ledamöter
| Socialdemokraterna (S&D-gruppen) - Heléne Fritzon - Johan Danielsson - Evin Incir - Adnan Dibrani - Sofie Eriksson Centerpartiet (Renew-gruppen) - Emma Wiesner - Abir Al-Sahlani Liberalerna (Renew-gruppen) - Karin Karlsbro Kristdemokraterna (EPP-gruppen) - Alice Teodorescu Måwe | Miljöpartiet (G/EFA-gruppen) - Alice Bah Kuhnke - Pär Holmgren - Isabella Lövin Moderaterna (EPP-gruppen) - Tomas Tobé - Jessica Polfjärd - Jörgen Warborn - Arba Kokalari Sverigedemokraterna (ECR-gruppen) - Charlie Weimers - Beatrice Timgren - Dick Erixon Vänsterpartiet (Vänstergruppen) - Jonas Sjöstedt - Hanna Gedin |

### Röster[10]
| Parti | Parti                                     | Toppnamn              | Röster    | Röster | Röster | Mandat | Mandat |
| Parti | Parti                                     | Toppnamn              | Antal     | %      | +− %   | Antal  | +−     |
| ----- | ----------------------------------------- | --------------------- | --------- | ------ | ------ | ------ | ------ |
|       | Socialdemokraterna                        | Heléne Fritzon        | 1 039 676 | 24,77  | +1,29  | 5      | 0      |
|       | Moderaterna                               | Tomas Tobé            | 736 079   | 17,53  | +0,70  | 4      | 0      |
|       | Miljöpartiet                              | Alice Bah Kuhnke      | 581 322   | 13,85  | +2,33  | 3      | 0      |
|       | Sverigedemokraterna                       | Charlie Weimers       | 552 920   | 13,17  | -2,17  | 3      | 0      |
|       | Vänsterpartiet                            | Jonas Sjöstedt        | 464 166   | 11,06  | +4,26  | 2      | +1     |
|       | Centerpartiet                             | Emma Wiesner          | 306 227   | 7,29   | -3,49  | 2      | 0      |
|       | Kristdemokraterna                         | Alice Teodorescu Måwe | 239 530   | 5,71   | -2,91  | 1      | -1     |
|       | Liberalerna                               | Karin Karlsbro        | 183 675   | 4,38   | +0,25  | 1      | 0      |
|       | Folklistan                                | Jan Emanuel           | 25 901    | 0,62   | +0,62  | 0      | 0      |
|       | Alternativ för Sverige                    | Gustav Kasselstrand   | 17 049    | 0,41   | -0,06  | 0      | 0      |
|       | Piratpartiet                              | Katarina Stensson     | 15 403    | 0,37   | -0,27  | 0      | 0      |
|       | Medborgerlig Samling                      | Pia Rundkvist         | 12 699    | 0,30   | +0,15  | 0      | 0      |
|       | MoD - Mänskliga rättigheter och Demokrati | Andreas Sidkvist      | 8 057     | 0,19   | +0,19  | 0      | 0      |
|       | Kristna Värdepartiet                      | Mats Selander         | 3 896     | 0,09   | +0,05  | 0      | 0      |
|       | Värdigt liv                               | Paula Dahlberg        | 2 545     | 0,06   | +0,06  | 0      | 0      |
|       | Swexit                                    | Ulf Ström             | 2 285     | 0,05   | +0,05  | 0      | 0      |
|       | Partiet Nyans                             | Mikail Yüksel         | 1 772     | 0,04   | +0,04  | 0      | 0      |
|       | Sveriges kommunistiska parti              | Martin Tairi          | 1 629     | 0,04   | +0,02  | 0      | 0      |
|       | Klimatalliansen                           | Helen Wahlgren        | 1 200     | 0,03   | +0,03  | 0      | 0      |
|       | Volt i Sverige                            | Michael Holz          | 388       | 0,01   | +0,01  | 0      | 0      |
|       | Direktdemokraterna                        | ingen valsedel        | 275       | 0,01   | -0,02  | 0      | 0      |
|       | Basinkomstpartiet                         | Jan Jäger             | 222       | 0,01   | 0      | 0      | 0      |
|       | Klassiskt liberala partiet                | Magnus Jönsson        | 161       | 0,00   | -0,02  | 0      | 0      |

### Starkaste kommun

Valresultatet som visar det största partiet och dess röstandel i varje kommun.

| Parti                            | Kommun                             | Kommun  | Rike    |
| Parti                            | Starkaste                          | Andel   | Andel   |
| -------------------------------- | ---------------------------------- | ------- | ------- |
| S                                | Överkalix kommun (Norrbottens län) | 44,63 % | 24,77 % |
| M                                | Danderyds kommun (Stockholms län)  | 39,43 % | 17,53 % |
| V                                | Malå kommun (Västerbottens län)    | 35,82 % | 11,06 % |
| SD                               | Sjöbo kommun (Skåne län)           | 31,93 % | 13,17 % |
| MP                               | Jokkmokks kommun (Norrbottens län) | 25,78 % | 13,85 % |
| KD                               | Högsby kommun (Kalmar län)         | 18,99 % | 5,71 %  |
| C                                | Haparanda kommun (Norrbottens län) | 18,42 % | 7,29 %  |
| L                                | Danderyds kommun (Stockholms län)  | 11,09 % | 4,38 %  |
| Data hämtat från Valmyndigheten. |                                    |         |         |

### Starkaste valdistrikt

Valresultatet som visar det största partiet och dess röstandel i varje valdistrikt.

| Parti                            | Valdistrikt                                              | Valdistrikt | Rike    |
| Parti                            | Starkaste                                                | Andel       | Andel   |
| -------------------------------- | -------------------------------------------------------- | ----------- | ------- |
| V                                | Herrgården (Malmö kommun)                                | 61,63 %     | 11,06 % |
| S                                | Södertälje 51 Geneta norra (Södertälje kommun)           | 59,45 %     | 24,77 % |
| M                                | Södra Djursholm (Danderyds kommun)                       | 55,27 %     | 17,53 % |
| SD                               | Ekeby 2 (Bjuvs kommun)                                   | 42,77 %     | 13,17 % |
| MP                               | Skarpnäck 7 Skarpnäcks trädgårdsstad (Stockholms kommun) | 41,84 %     | 13,85 % |
| KD                               | Västra Göteborg, Donsö-Vrångö (Göteborgs kommun)         | 32,12 %     | 5,71 %  |
| C                                | Norrflärke-Solberg (Örnsköldsviks kommun)                | 30,90 %     | 7,29 %  |
| L                                | Svaneholm (Landskrona kommun)                            | 19,29 %     | 4,38 %  |
| Data hämtat från Valmyndigheten. |                                                          |             |         |

### Personkryss
För att bli personvald behövde kandidaten minst 5 procent av alla partiets giltiga röster och att partiet har fått mandat som kandidaten kan ta i anspråk. Jonas Sjöstedt fick flest personröster med 260 093 stycken, följt av Alice Bah Kuhnke med 220 162 röster. Sjöstedt var också den invalda kandidaten med den största andelen personröster, 56,03 procent. 2009 erhöll Marit Paulsen 221 489 röster vilket tidigare var det största antalet personröster i ett europaparlamentsval.
Ingen kandidat lyckades kryssa sig förbi en annan kandidat högre upp på valsedeln. Närmast var Maria Rosander (SD) som hade behövt 487 fler personkryss för att bli invald istället för Dick Erixon, följt av Anna Maria Corazza Bildt (L) som hade behövt 1 640 fler personkryss för att gå om Karin Karlsbro. Johan Danielsson (S) blev invald på valsedeln men var endast 1 011 röster från att också bli personvald. Isabella Lövin (MP) var 822 röster från att kryssa sig förbi Pär Holmgren (MP), i praktiken hade det dock inte spelat någon roll då de båda blev invalda - både i kraft av personröster och placering på valsedeln.
I tabellerna visas endast de kandidater som blivit invalda eller ersättare.
Plac. = placering på partiets valsedel.
| Plac. | Kandidat              | Antal   | %       | Övrigt      |
| ----- | --------------------- | ------- | ------- | ----------- |
| 1     | Heléne Fritzon        | 112 778 | 10,85 % | personvald  |
| 2     | Johan Danielsson      | 50 972  | 4,90 %  | invald.     |
| 3     | Evin Incir            | 15 438  | 1,48 %  | invald      |
| 4     | Adnan Dibrani         | 15 082  | 1,45 %  | invald      |
| 5     | Sofie Eriksson        | 20 780  | 2,00 %  | invald      |
| 6     | Ilan De Basso         | 11 278  | 1,08 %  | ersättare 1 |
| 7     | Lisa Johansson Nåbo   | 10 683  | 1,03 %  | ersättare 2 |
| 8     | Isak Utsi             | 14 594  | 1,40 %  | ersättare 3 |
| 9     | Tajma Sisic           | 8 055   | 0,77 %  | ersättare 4 |
| 10    | Sarkis Khatchadourian | 4 608   | 0,44 %  | ersättare 5 |
| Total | Total                 | 353 197 | 33,97 % |             |

| Plac. | Kandidat          | Antal   | %       | Övrigt      |
| ----- | ----------------- | ------- | ------- | ----------- |
| 1     | Tomas Tobé        | 173 223 | 23,53 % | personvald  |
| 2     | Jessica Polfjärd  | 16 160  | 2,20 %  | invald      |
| 3     | Jörgen Warborn    | 12 072  | 1,64 %  | invald      |
| 4     | Arba Kokalari     | 6 750   | 0,92 %  | invald      |
| 5     | Boriana Åberg     | 11 049  | 1,50 %  | ersättare 1 |
| 6     | Gustaf Göthberg   | 7 845   | 1,07 %  | ersättare 2 |
| 7     | Micaela Löwenhöök | 4 864   | 0,66 %  | ersättare 3 |
| 8     | Mats Green        | 3 920   | 0,53 %  | ersättare 4 |
| Total | Total             | 280 237 | 38,07 % |             |

| Plac. | Kandidat         | Antal   | %       | Övrigt      |
| ----- | ---------------- | ------- | ------- | ----------- |
| 1     | Alice Bah Kuhnke | 220 162 | 37,87 % | personvald  |
| 2     | Pär Holmgren     | 42 559  | 7,32 %  | personvald  |
| 3     | Isabella Lövin   | 41 737  | 7,18 %  | personvald  |
| 4     | Magnus P. Wåhlin | 1 211   | 0,21 %  | ersättare 1 |
| 5     | Emma Nohrén      | 5 014   | 0,86 %  | ersättare 2 |
| 6     | Henrik Blind     | 4 292   | 0,74 %  | ersättare 3 |
| Total | Total            | 346 439 | 59,60 % |             |

| Plac. | Kandidat          | Antal   | %       | Övrigt      |
| ----- | ----------------- | ------- | ------- | ----------- |
| 1     | Charlie Weimers   | 143 315 | 25,92 % | personvald  |
| 2     | Beatrice Timgren  | 11 751  | 2,13 %  | invald      |
| 3     | Dick Erixon       | 16 374  | 2,96 %  | invald      |
| 4     | Patrik Jönsson    | 4 588   | 0,83 %  | ersättare 1 |
| 5     | Maria Rosander    | 27 159  | 4,91 %  | ersättare 2 |
| 6     | Angelica Lundberg | 2 957   | 0,53 %  | ersättare 3 |
| Total | Total             | 253 141 | 45,78 % |             |

| Plac. | Kandidat            | Antal   | %       | Övrigt      |
| ----- | ------------------- | ------- | ------- | ----------- |
| 1     | Jonas Sjöstedt      | 260 093 | 56,03 % | personvald  |
| 2     | Hanna Gedin         | 10 098  | 2,18 %  | invald.     |
| 3     | Carolina Gustafsson | 1 892   | 0,41 %  | ersättare 1 |
| 4     | Marta Aguirre       | 3 110   | 0,67 %  | ersättare 2 |
| 5     | Umihana Rasovic     | 4 225   | 0,91 %  | ersättare 3 |
| Total | Total               | 299 666 | 64,56 % |             |

| Plac. | Kandidat               | Antal   | %       | Övrigt      |
| ----- | ---------------------- | ------- | ------- | ----------- |
| 1     | Emma Wiesner           | 72 995  | 23,84 % | personvald  |
| 2     | Abir Al-Sahlani        | 10 659  | 3,48 %  | invald      |
| 3     | Svante Linusson        | 6 377   | 2,08 %  | ersättare 1 |
| 4     | Sven Tornberg          | 2 459   | 0,80 %  | ersättare 2 |
| 5     | Emma Blomdahl Wahlberg | 2 412   | 0,79 %  | ersättare 3 |
| Total | Total                  | 125 673 | 41,04 % |             |

| Plac. | Kandidat              | Antal   | %       | Övrigt      |
| ----- | --------------------- | ------- | ------- | ----------- |
| 1     | Alice Teodorescu Måwe | 91 999  | 38,41 % | personvald  |
| 2     | Ella Kardemark        | 4 195   | 1,75 %  | ersättare 1 |
| 3     | Martin Hallander      | 2 598   | 1,08 %  | ersättare 2 |
| 4     | Elisabet Lann         | 2 472   | 1,03 %  | ersättare 3 |
| Total | Total                 | 123 450 | 51,54 % |             |

| Plac. | Kandidat                 | Antal  | %       | Övrigt      |
| ----- | ------------------------ | ------ | ------- | ----------- |
| 1     | Karin Karlsbro           | 28 145 | 15,32 % | personvald  |
| 2     | Anna Maria Corazza Bildt | 26 505 | 14,43 % | ersättare 1 |
| 3     | Simona Mohamsson         | 4 432  | 2,41 %  | ersättare 2 |
| 4     | Philip Sandberg          | 3 861  | 2,10 %  | ersättare 3 |
| Total | Total                    | 82 731 | 45,04 % |             |

## Partier som beställt namnvalsedlar

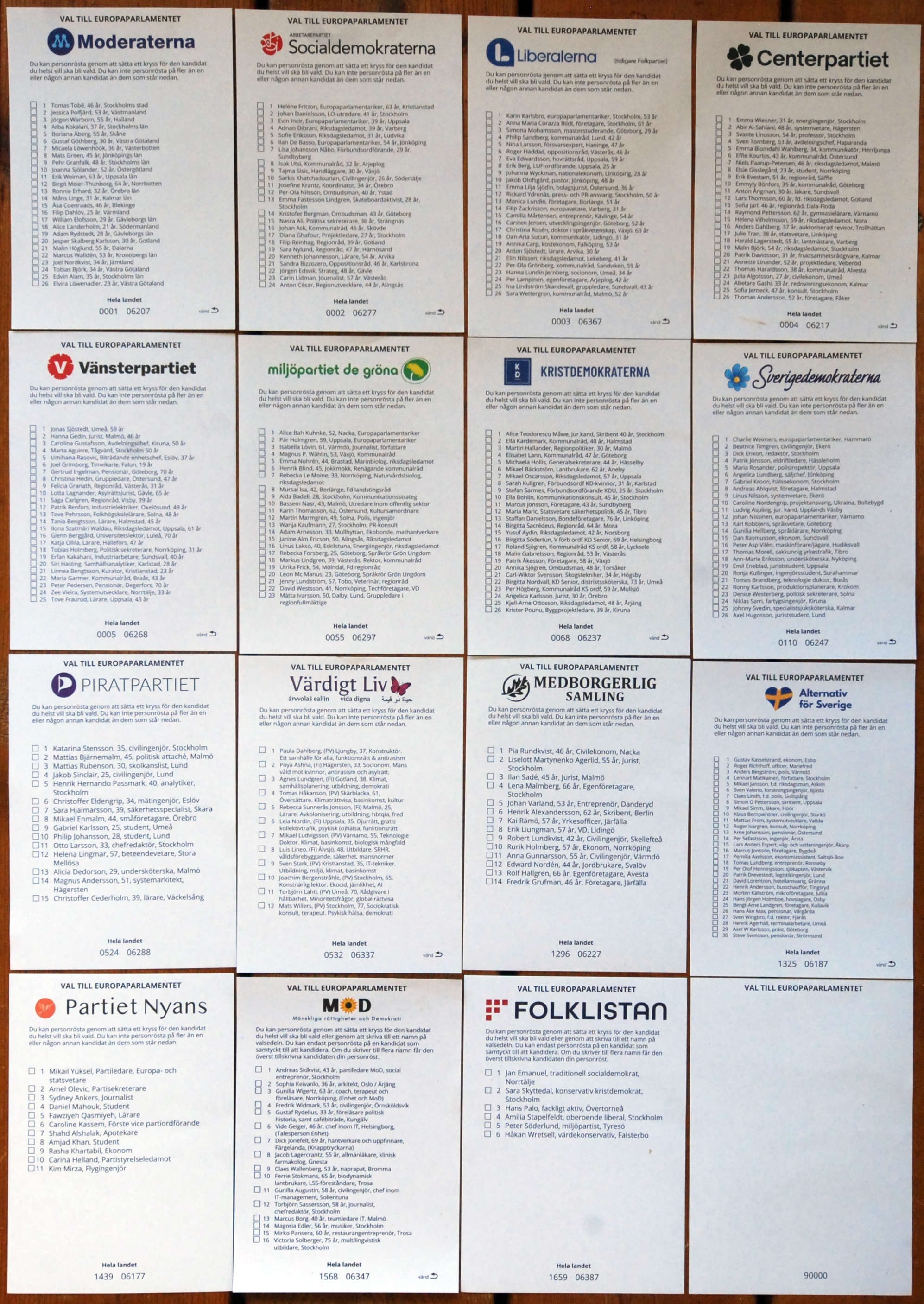
Några av valsedlarna vid valet till Europaparlamentet i Sverige 2024.

Partier som fått minst en procent av rösterna i något av de två senaste europaparlamentsvalen behövde inte betala för namnvalsedlar. De har rätt att beställa tre gånger antalet röstberättigade, kallad den fria kvoten, utan kostnad. Den sattes till 23 708 000, inför valet 2024. I Europaparlamentsvalet 2019 var det bara riksdagspartierna; Socialdemokraterna, Moderaterna, Sverigedemokraterna, Miljöpartiet, Centerpartiet, Kristdemokraterna, Vänsterpartiet och Liberalerna, som fick mer än en procent av rösterna. I valet 2014 fick även Piratpartiet och Feministiskt initiativ mer än en procent av rösterna.
| Partibeteckning                           | Parti- förkortning | Namnvalsedel | Antal giltiga namn på valsedeln | Andel kvinnor (procent) | Antal beställda valsedlar |
| ----------------------------------------- | ------------------ | ------------ | ------------------------------- | ----------------------- | ------------------------- |
| Alternativ för Sverige                    | AfS                | 1325 06187   | 67                              | 13                      | 1 628 000                 |
| AMORISTERNA                               |                    | 1662 06438   | 4                               | 50                      | 7 000                     |
| ANARKISTERNA                              |                    | 1628 06218   | 1                               | 0                       | 1 000                     |
| Arbetarpartiet-Socialdemokraterna         | S                  | 0002 06277   | 35                              | 51                      | 4 528 000                 |
| Basinkomstpartiet                         |                    | 1525 06357   | 5                               | 20                      | 50 000                    |
| Centerpartiet                             | C                  | 0004 06217   | 58                              | 50                      | 974 000                   |
| Folklistan                                | FOLK               | 1659 06387   | 5                               | 40                      | 10 000 000                |
| Folklistan                                | FOLK               | 1659 06427   | 6                               | 33                      | 100 000                   |
| KDP - Kunskapsdemokratiska partiet        |                    | 1661 06437   | 1                               | 0                       | 1 000                     |
| Klassiskt liberala partiet                | KLP                | 0638 06319   | 7                               | 14                      | 30 000                    |
| Klimatalliansen                           | KA                 | 1543 06239   | 19                              | 63                      | 696 000                   |
| Kristdemokraterna                         | KD                 | 0068 06237   | 58                              | 50                      | 4 235 000                 |
| Kristna Värdepartiet                      | KrVP               | 1551 06278   | 57                              | 35                      | 250 000                   |
| Liberalerna (tidigare Folkpartiet)        | L                  | 0003 06367   | 52                              | 52                      | 1 128 000                 |
| Medborgerlig Samling                      | MED                | 1296 06227   | 14                              | 29                      | 2 008 000                 |
| Miljöpartiet de gröna                     | MP                 | 0055 06297   | 40                              | 53                      | 432 000                   |
| MoD - Mänskliga rättigheter och Demokrati | MD                 | 1568 06347   | 19                              | 26                      | 950 000                   |
| Moderaterna                               | M                  | 0001 06207   | 33                              | 42                      | 3 904 000                 |
| Ond Kyckling Partiet                      | OKP                | 1472 06287   | 4                               | 0                       | 12 000                    |
| Partiet Nyans                             | PNy                | 1439 06177   | 11                              | 55                      | 900 000                   |
| Piratpartiet                              | PP                 | 0524 06288   | 15                              | 27                      | 220 000                   |
| SKP                                       | Skp                | 1586 06257   | 21                              | 24                      | 266 000                   |
| Solens Frihetsparti                       |                    | 1658 06397   | 1                               | 0                       | 5 000                     |
| Sverigedemokraterna                       | SD                 | 0110 06247   | 38                              | 29                      | 12 896 000                |
| Swexit                                    |                    | 1643 06377   | 6                               | 33                      | 164 000                   |
| TRYGGHETSPARTIET                          | TRP                | 1309 06167   | 8                               | 38                      | 16 000                    |
| Volt Sverige (Volt Europa)                | Volt               | 1610 06417   | 4                               | 25                      | 6 000                     |
| Vänsterpartiet                            | V                  | 0005 06268   | 36                              | 64                      | 3 050 000                 |
| Värdigt liv                               | Liv                | 0532 06337   | 14                              | 29                      | 60 000                    |

## Toppkandidater

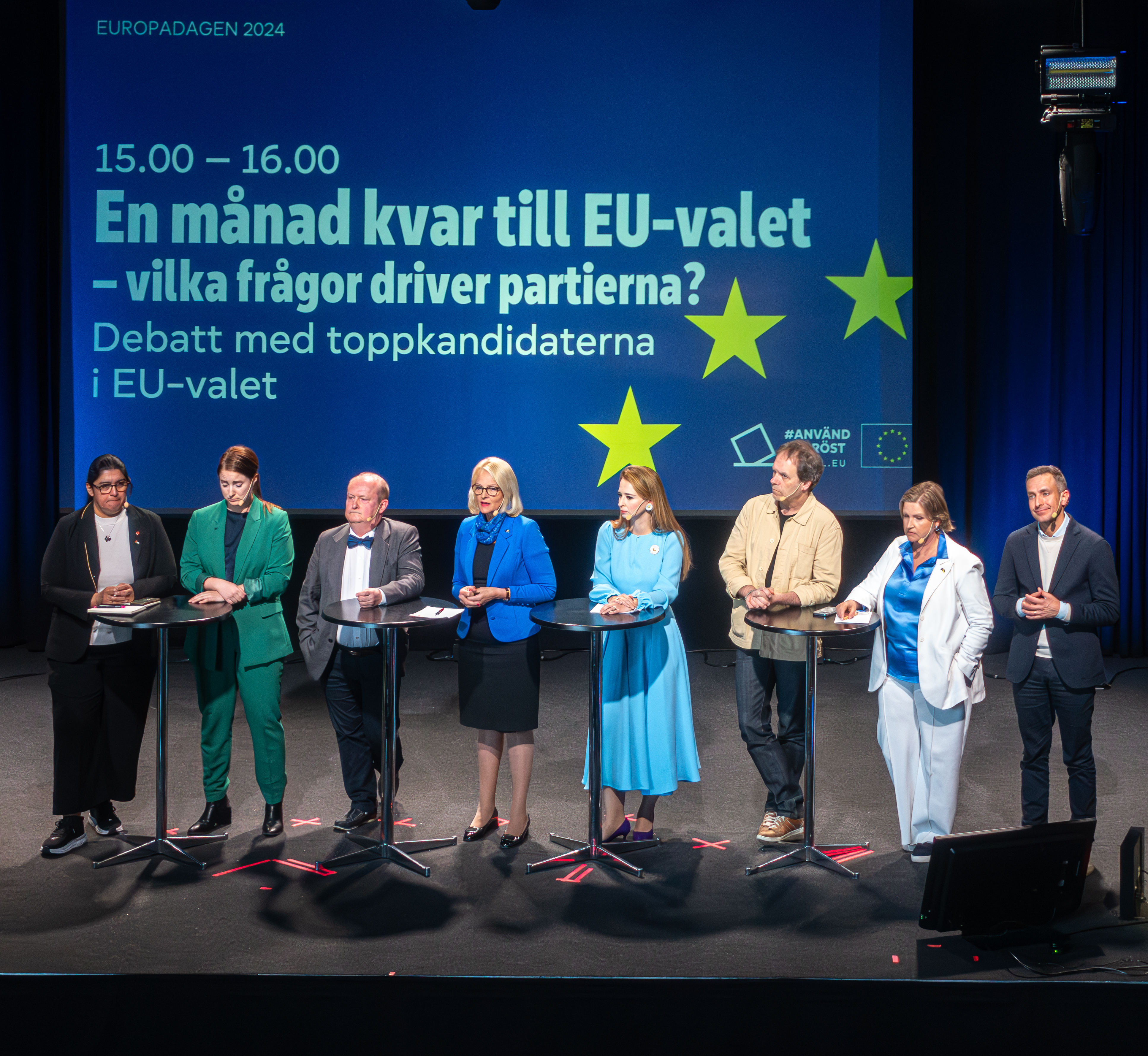
Toppkandidaterna under en debatt på Europadagen 2024 på Kulturhuset i Stockholm. Från vänster: Marta Aguirre (V), Emma Wiesner (C), Dick Erixon (SD), Heléne Fritzon (S), Alice Teodorescu Måwe (KD), Pär Holmgren (MP), Karin Karlsbro (L), Tomas Tobé (M).

Sex av de sittande 21 parlamentsledamöterna ställde inte upp för omval: Malin Björk (V), Jakop Dalunde (MP), David Lega (KD), Linus Glanzelius (S), Carina Ohlsson (S) och Peter Lundgren (partilös, tidigare SD). Två sittande parlamentsledamöter kandiderade för ett nytt parti; Sara Skyttedal (tidigare KD) och Johan Nissinen (tidigare SD), som båda kandiderade för Folklistan, men de blev utan mandat i valet.
I uppställningen nedan listas de 15 översta namnen på respektive valsedel för sittande parter och de fem översta för de andra partierna.

### Centerpartiet
Centerpartiets sittande parlamentariker Abir Al-Sahlani och Emma Wiesner valde att ställa upp för omval. Wiesner stöds av Centerpartiets ungdomsförbund och Centerstudenter.
Den 10 november presenterade partiets nomineringskommitté sitt förslag till valsedel. Listan toppades av Emma Wiesner. Listan fastslogs den 24 november av partiets förtroenderåd.
Centerpartiets toppkandidater i EU-valet
1. Emma Wiesner (nuvarande ledamot)
2. Abir Al-Sahlani (nuvarande ledamot)
3. Svante Linusson
4. Sven Tornberg
5. Emma Blomdahl-Wahlberg
6. Effie Kourlos
7. Niels Paarup-Petersen
8. Elsie Gisslegård
9. Erik Evestam
10. Emmyly Bönfors
11. Anton Ångman
12. Lars Thomsson
13. Sofia Jarl
14. Raymond Pettersson
15. Helena Vilhelmsson

### Kristdemokraterna
Kristdemokraterna höll sin nomineringsprocess under våren 2023. De sittande parlamentarikerna Sara Skyttedal och David Lega utsågs att kandidera för ännu en mandatperiod. Skyttedals framtid som Europaparlamentariker var enligt partiledningen oklar efter hennes utspel om legalisering av cannabis i december 2022 och den öppna konflikt mellan henne, Johan Ingerö och Ebba Busch som uppstod i efterspelet. Den 25 september drog Skyttedal tillbaka sin kandidatur, eftersom hon ansåg att hon inte hade fått det breda stöd som krävs för att leda partiet i valet, men ändrade sig den 10 oktober och stod åter till förfogande.
Den 26 september redovisade partiets nomineringskommitté sitt förslag på valsedel. Listan toppades av David Lega följt av Martin Hallander, Elisabet Lann, Michaela Hollis och Mikael Bäckström. Skyttedal var initialt nummer två på listan, men tackade nej till placeringen. Den 13 oktober fastställde partiets fullmäktige valsedeln. Skyttedal som initialt hade dragit tillbaka sin kandidatur blev framröstad till partiets toppkandidat i valet. Valberedningens kandidat David Lega meddelade efter omröstningen att han inte ställer upp för omval. Omröstningen föll ut med siffrorna 43–33 till Skyttedals fördel. Plats två på partiets valsedel erhölls av Ella Kardemark följt av Martin Hallander, Elisabet Lann och Michaela Hollis.
Den 19 januari fick processen ytterligare en plötslig vändning när Skyttedal avlägsnades från kandidatlistan, detta efter att partiet fått uppgifter om att Skyttedal hade erbjudit sig att kandidera för Sverigedemokraterna under perioden då David Lega var tilltänkt som första namn (och Skyttedal inte längre kandiderade). Samma dag presenterade partiet den nya tilltänkta toppkandidaten i valet, den borgerliga debattören Alice Teodorescu Måwe. Hon hade fått frågan dagen före presskonferensen och hade då tackat ja och gått med i partiet. Den nya listan fastslogs den 16 februari. Skyttedal valde senare att presentera ett nytt parti, en valsamverkan under namnet Folklistan, där hon var en av toppkadidaterna. Kristdemokraterna förlorade ett av sina två mandat i valt.
Kristdemokraternas toppkandidater i EU-valet
1. Alice Teodorescu Måwe
2. Ella Kardemark
3. Martin Hallander
4. Elisabet Lann
5. Michaela Hollis
6. Mikael Bäckström
7. Mikael Oscarsson
8. Sarah Kullgren
9. Stefan Sarmes
10. Ella Bohlin
11. Marcus Jonsson
12. Maria Maric
13. Staffan Danielsson
14. Birgitta Sacrédeus
15. Yusuf Aydin

### Liberalerna
Liberalernas nuvarande parlamentariker Karin Karlsbro kandiderade till en ny mandatperiod. Karlsbro har öppet varit kritisk till Tidöavtalet och partiets samarbete med Sverigedemokraterna, så därför var det länge oklart om hon skulle bli partiets toppkandidat i valet 2024. En annan potentiell toppkandidat ansågs vara ambassadören Erik Ullenhag, men han meddelade att han inte tänkte kandidera.
Den 18 september meddelade den tidigare moderata europaparlamentarikern Anna Maria Corazza Bildt att hon valt att kandidera för Liberalerna i valet. Corazza Bildt blev inte återvald till Europaparlamentet 2019 efter att Moderaterna strök henne från sin valsedel.
Andra nominerade kandidater inom partiet var den tidigare riksdagsledamoten Roger Haddad och lokalpolitikern tillika LUF-kandidaten Simona Mohamsson.
Den 5 oktober offentliggjordes resultatet av partiets provval. Högst upp på listan fanns sittande parlamentarikern Karin Karlsbro, följd av Corazza Bildt, Mohamsson, Lotta Gröning och Nina Larsson. Den 18 oktober föreslogs Karlsbro till toppkandidat av valberedningen. Lotta Gröning drog tillbaka sin kandidatur den 16 oktober.
Den 17 november utmanades Corazza Bildt av Mohamsson om plats två på partiets lista. Corazza Bildt vann voteringen på landsmötet med siffrorna 106 mot 77.
Kandidatlistan fastställdes på partiets landsmöte med ordningen Karlsbro, Corazza Bildt, Simona Mohamsson, Philip Sandberg, Nina Larsson.
Liberalernas toppkandidater i EU-valet
1. Karin Karlsbro (nuvarande ledamot)
2. Anna Maria Corazza Bildt
3. Simona Mohamsson
4. Philip Sandberg
5. Nina Larsson
6. Roger Haddad
7. Eva Edwardsson
8. Erik Berg
9. Johanna Wyckman
10. Jakob Olofsgård
11. Emma Lilja Sjödin
12. Rickard Ydrenäs
13. Monica Lundin
14. Filip Zackrisson
15. Camilla Mårtensen

### Miljöpartiet
Miljöpartiets toppnamn i valet 2019, Alice Bah Kuhnke, valde att kandidera för ytterligare en mandatperiod. Det gjorde även den sittande parlamentarikerna Pär Holmgren. Jakop Dalunde har meddelat att han inte längre kandiderar för omval.
Grön ungdom har nominerat sitt tidigare språkrör Aida Badeli som sin kandidat i valet.
Den 27 oktober presenterade partiets valberedning sitt förslag till valsedel inför valet. Listan toppades av Bah Kuhnke följt av Holmgren, tidigare språkröret Isabella Lövin, Magnus P Wåhlin och Emma Nohrén. Miljöpartiet fick behålla sin båda mandat efter valet.
Miljöpartiets toppkandidater i EU-valet
1. Alice Bah Kuhnke (nuvarande ledamot)
2. Pär Holmgren (nuvarande ledamot)
3. Isabella Lövin
4. Magnus P Wåhlin
5. Emma Nohrén
6. Henrik Blind
7. Rebecka Le Moine
8. Mursal Isa
9. Aida Badeli
10. Bassem Nasr
11. Karin Thomasson
12. Martin Marmgren
13. Wanja Kaufmann
14. Adam Arnesson
15. Janine Alm Ericson

### Moderaterna
Den 29 maj 2023 presenterade Moderaterna sitt förslag till valsedel inför EU-valet 2024. Listan toppades av partiets nuvarande parlamentariker (i ordning): Tomas Tobé, Jessica Polfjärd, Jörgen Warborn och Arba Kokalari. Valsedeln fastslogs den 22 oktober på partiets stämma med samma ordning och namn som föreslogs.
Moderaternas toppkandidater i EU-valet
1. Tomas Tobé (nuvarande ledamot)
2. Jessica Polfjärd (nuvarande ledamot)
3. Jörgen Warborn (nuvarande ledamot)
4. Arba Kokalari (nuvarande ledamot)
5. Boriana Åberg
6. Gustaf Göthberg
7. Micaela Löwenhöök
8. Mats Green
9. Pehr Granfalk
10. Joanna Sjölander
11. Erik Weiman
12. Birgit Meier-Thunborg
13. Ronnie Erhard
14. Måns Linge
15. Åsa Coenraads

### Socialdemokraterna
Socialdemokraternas samtliga fem dåvarande europaparlamentariker (Heléne Fritzon, Erik Bergkvist, Evin Incir, Ilan De Basso och Carina Ohlsson) meddelade i juni 2023 att de ställer upp i valet. Bergkvist avled dock i februari 2024.
LO valde att nominera tidigare bostadsministern Johan Danielsson. Danielsson var förbundets kandidat i valen 2014 och 2019, och blev invald efter det sistnämnda.
Den sittande parlamentarikern Carina Ohlsson återfanns inte på listan när valsedeln presenterades 17 november. Sedeln toppades återigen av Heléne Fritzon, följd av Johan Danielsson, Evin Incir, Adnan Dibrani, Sofie Eriksson och Ilan De Basso.
Socialdemokraternas toppkandidater i EU-valet
1. Heléne Fritzon (nuvarande ledamot)
2. Johan Danielsson
3. Evin Incir (nuvarande ledamot)
4. Adnan Dibrani
5. Sofie Eriksson
6. Ilan De Basso (nuvarande ledamot)
7. Lisa Johansson Nåbo
8. Isak Utsi
9. Tajma Sisic
10. Sarkis Khatchadourian
11. Josefin Krantz
12. Per-Ola Nilsson
13. Emma Fastesson Lindgren
14. Kristofer Bergman
15. Nasra Ali

### Sverigedemokraterna
Sverigedemokraternas toppkandidat i EU-valen 2014 och 2019 Peter Lundgren dömdes i november 2021 för sexuellt ofredande och i mars 2022 lämnade han därför partiet. Partiets andranamn i valet 2019 Jessica Stegrud blev 2022 invald i riksdagen, och ersattes då av Johan Nissinen. Den tredje Europaparlamentarikern Charlie Weimers och Johan Nissinen kandiderade för en ny mandatperiod.
Den 6 februari 2024 presenterade Sverigedemokraternas valberedning sitt förslag till valsedel för partiet. Listan toppades av den sittande parlamentarikern Charlie Weimers följd av riksdagsledamoten Beatrice Timgren och redaktör Dick Erixon. Inkumbenten Johan Nissinen placerades som nummer tolv på listan. Nissinen valde den 2 maj att istället kandidera för Folklistan.
Sverigedemokraternas toppkandidater i EU-valet
1. Charlie Weimers (nuvarande ledamot)
2. Beatrice Timgren
3. Dick Erixon
4. Patrik Jönsson
5. Maria Rosander
6. Angelica Lundberg
7. Gabriel Kroon
8. Andreas Ahlqvist
9. Linus Nilsson
10. Caroline Nordengrip
11. Ludvig Aspling
12. inte lämnat förklaring - inte valbar
13. Karl Robbjens
14. Gunilla Hellberg
15. Dan Rasmusson

### Vänsterpartiet
Vänsterpartiets sittande europaparlamentariker Malin Björk meddelade att hon inte skulle kandidera för en ytterligare mandatperiod. Efter beskedet meddelade Hanna Gedin och Momodou Jallow att de ville kandidera. Den 11 september meddelade tidigare partiledaren och europaparlamentarikern Jonas Sjöstedt att han skulle göra politisk comeback i valet 2024.
Den 20 januari 2024 fastslogs partiets lista, utan Momodou Jallow och med Sjöstedt i topp, följd av Gedin, Carolina Gustafsson, Marta Aguirre och Umihama Rasovic. Partiet fick ett andra mandat efter valet.
Vänsterpartiets toppkandidater i EU-valet
1. Jonas Sjöstedt
2. Hanna Gedin
3. Carolina Gustafsson
4. Marta Aguirre
5. Umihama Rasovic Kasumovic
6. Joel Grimborg
7. Gertrud Ingelman
8. Christina Hedin
9. Felicia Granath
10. Lotta Lagnander
11. Saga Carlgren
12. Patrik Renfors
13. Tove Pehrsson
14. Tania Bengtsson
15. Ilona Szatmári Waldau

### Alternativ för Sverige
Alternativ för Sverige, som i Europaparlamentsvalet 2019 erhöll 0,46 procent av rösterna, presenterade den 24 januari 2024 sin kandidatlista. Den toppades av partiledaren Gustav Kasselstrand och tidigare riksdagsledamoten Roger Richthoff.
Alternativ för Sveriges toppkandidater i EU-valet
1. Gustav Kasselstrand
2. Roger Richthoff
3. Anders Bergström
4. Lennart Matikainen
5. Mikael Jansson

### Folklistan
Folklistan registrerades av Sara Skyttedal och vid en presskonferens 8 april meddelades att Jan Emanuel är toppkandidat till valet. Skyttedal var själv andra namn på listan. Håkan Wretsell var en tid uttalad som den sjätte på listan men hoppade av och drog tillbaka sitt samtycke i slutet av april. Senare värvades sverigedemokraten Johan Nissinen till listan och blev sjätte namn, vilket också är det totala antalet namn på partiets namnvalssedlar.
Folklistans toppkandidater i EU-valet
1. Jan Emanuel
2. Sara Skyttedal (inkumbent)
3. Hans Palo
4. Amilia Stapelfeldt
5. Peter Söderlund

### Klimatalliansen
Klimatalliansen stöllde upp för första gången i ett europaparlamentsval, after att tidigare ha kandiderat i riksdagsvalet 2022. Partiets ordförande, Gudrun Schyman, kandiderade inte utan partiets lista toppas av Helen Wahlgren.
Klimatalliansens toppkandidater i EU-valet
1. Helen Wahlgren
2. Pontus Bergendahl
3. Stefan B Nilsson
4. Ahnie Gottberg
5. Anne Casparsson

### Kristna Värdepartiet
Kristna Värdepartiet erhöll 0,04 procent av rösterna i Europaparlamentsvalet 2019.I riksdagsvalet 2022 blev partiet det sjätte största utom-parlamentariska partiet. Partiets lista toppades av partiledaren Mats Selander.
Kristna Värdepartiets toppkandidater i EU-valet
1. Mats Selander
2. Annette Westöö
3. Johannes von Malortie
4. Mats Hedenby
5. Bertil Funck

### Medborgerlig samling
Medborgerlig samling, som i Europaparlamentsvalet 2019 erhöll 0,15 procent av rösterna, presenterade den 27 november 2023 sin kandidatlista. Den toppades av partiets EU-politiska talesperson Pia Rundkvist. Inledningsvis var Alexander Bard kandidat för partiet, men han avsade sig sin kandidatur i december 2023.
Medborgerlig samlings toppkandidater i EU-valet
1. Pia Rundkvist
2. Liselott Martynenko Agerlid
3. Ilan Sadé
4. Lena Malmberg
5. Johan Varland

### Mänskliga rättigheter och Demokrati
Partiet MoD - Mänskliga rättigheter och Demokrati, ställde upp för första gången i ett europaparlamentsval. I riksdagsvalet 2022 blev partiet det femte största utom-parlamentariska partiet. Partiets lista toppades av partiledaren Andreas Sidkvist. Partiet Enhet, som inte ställde upp i EU-valet under sitt eget namn, har i en valsamverkan två representanter på listan: Gunilla Wigertz på tredje plats och deras talesperson Vide Geiger på sjätte plats.
Mänskliga rättigheter och Demokratis toppkandidater i EU-valet
1. Andreas Sidkvist
2. Sophia Keivanlo
3. Gunilla Wigertz
4. Fredrik Widmark
5. Gustaf Rydelius

### Partiet Nyans
Partiet Nyans ställde upp för första gången i ett europaparlamentsval. I riksdagsvalet 2022 blev partiet det största utom-parlamentariska partiet. Partiets lista toppas av partiledaren Mikail Yüksel.
Partiet Nyans toppkandidater i EU-valet
1. Mikail Yüksel
2. Amel Olevic
3. Sydney Ankers
4. Daniel Mahouk
5. Fawziyeh Qasmiyeh

### Piratpartiet
Piratpartiet, som i Europaparlamentsvalet 2019 erhöll 0,64 procent av rösterna, presenterade den 30 oktober 2023 sin kandidatlista. Den toppades av dåvarande partiledaren Katarina Stensson. I Europaparlamentsvalet 2009 erhöll Piratpartiet två mandat som innehades av Christian Engström och Amelia Andersdotter.
Piratpartiets toppkandidater i EU-valet
1. Katarina Stensson
2. Mattias Bjärnemalm
3. Mattias Rubenson
4. Aleksandra Lebedeva
5. Jakob Sinclair

### Sveriges kommunistiska parti (SKP)
Den 3 mars presenterade SKP sina kandidater. I Europaparlamentsvalet 2019 fick partiet 0,02 procent av rösterna.
Sveriges kommunistiska partis toppkandidater i EU-valet
1. Martin Tairi
2. Winnie Lykke
3. Karl Gunnarsson
4. Zahira Sarhan
5. Lars Lundberg

### Värdigt liv
Värdigt liv var ett valtekniskt samarbete mellan Feministiskt initiativ och Partiet Vändpunkt genom en gemensam lista. Feministiskt initiativ blev invalda i Europaparlamentet 2014 med ett mandat. Partiet vändpunkt hade under samma mandatperiod också ett mandat i parlamentet efter att Max Andersson hade lämnat Miljöpartiet. I Europaparlamentsvalet 2019 fick Feministiskt initiativ 0,77 procent av rösterna och Partiet vändpunkt 0,12 procent.
Värdigt livs toppkandidater i EU-valet
1. Paula Dahlberg
2. Poya Ashna
3. Agnes Lundgren
4. Tomas Håkanson
5. Rebecca Sunnerås Jonsson

## Opinionsundersökningar
| Opinionsinstitut                     | Mätperiod        | Urval | Andel röster (procent) | Andel röster (procent) | Andel röster (procent) | Andel röster (procent) | Andel röster (procent) | Andel röster (procent) | Andel röster (procent) | Andel röster (procent) | Andel röster (procent) | Antal mandat | Antal mandat | Antal mandat | Antal mandat | Antal mandat | Antal mandat | Antal mandat | Antal mandat |   |   |   |
| Opinionsinstitut                     | Mätperiod        | Urval | S                      | M                      | SD                     | MP                     | C                      | KD                     | V                      | L                      | Andra                  | S            | M            | SD           | MP           | C            | KD           | V            | L            |   |   |   |
| ------------------------------------ | ---------------- | ----- | ---------------------- | ---------------------- | ---------------------- | ---------------------- | ---------------------- | ---------------------- | ---------------------- | ---------------------- | ---------------------- | ------------ | ------------ | ------------ | ------------ | ------------ | ------------ | ------------ | ------------ | - | - | - |
| Opinionsinstitut                     | Mätperiod        | Urval | Skop                   | 4–6 juni               | 1 112                  | 21,5                   | 16,8                   | 15,9                   | 13,0                   | 6,2                    | 8,5                    | 10,0         | 5,2          | 3,0          | 5            | 4            | 3            | 3            | 1            | 2 | 2 | 1 |
| TV4/Novus                            | 27 maj–6 juni    | 3 156 | 24,2                   | 16,9                   | 17,3                   | 12,1                   | 5,5                    | 5,3                    | 10,8                   | 4,7                    | 3,1                    | 5            | 4            | 4            | 3            | 1            | 1            | 2            | 1            |   |   |   |
| DN/Ipsos                             | 2–7 juni         | 2 048 | 26,6                   | 17,8                   | 18,1                   | 11,9                   | 6,0                    | 5,0                    | 9,1                    | 3,7                    | 1,8                    | 6            | 4            | 4            | 3            | 1            | 1            | 2            | 0            |   |   |   |
| SVT/Verian                           | 31 maj–6 juni    | 1 000 | 24,4                   | 16,4                   | 17,5                   | 12,5                   | 4,7                    | 6,7                    | 10,9                   | 4,5                    | 2,5                    | 5            | 4            | 4            | 3            | 1            | 1            | 2            | 1            |   |   |   |
| Demoskop                             | 23 maj–1 juni    | 3 222 | 25,2                   | 18,0                   | 18,6                   | 11,3                   | 5,7                    | 5,5                    | 10,0                   | 3,1                    | 2,7                    | 6            | 4            | 4            | 3            | 1            | 1            | 2            | 0            |   |   |   |
| Novus                                | 2–29 maj         | 2 325 | 29,4                   | 15,5                   | 19,1                   | 11,0                   | 4,7                    | 3,8                    | 10,0                   | 5,1                    | 1,3                    | 7            | 4            | 4            | 2            | 1            | 0            | 2            | 1            |   |   |   |
| SVT/Verian                           | 22–28 maj        | 1 000 | 25,1                   | 17,2                   | 19,6                   | 10,6                   | 4,9                    | 5,4                    | 9,5                    | 4,7                    | 3,1                    | 6            | 4            | 4            | 2            | 1            | 1            | 2            | 1            |   |   |   |
| Indikator                            | 27 april-26 maj  | 2 431 | 28,7                   | 18,5                   | 18,4                   | 11,1                   | 5,2                    | 4,0                    | 7,7                    | 3,5                    | 2,8                    | 6            | 4            | 4            | 3            | 1            | 1            | 2            | 0            |   |   |   |
| Demoskop                             | 11–20 maj        | 2 994 | 27,5                   | 18,5                   | 19,9                   | 9,8                    | 4,6                    | 3,9                    | 8,7                    | 2,8                    | 4,3                    | 7            | 4            | 5            | 2            | 1            | 0            | 2            | 0            |   |   |   |
| Ipsos                                | 7–19 maj         | 1 646 | 29,6                   | 19,1                   | 17,8                   | 10,8                   | 3,6                    | 3,9                    | 7,6                    | 4,7                    | 2,9                    | 7            | 4            | 4            | 3            | 0            | 0            | 2            | 1            |   |   |   |
| Demoskop                             | 24 april–7 maj   | 3 970 | 28,5                   | 17,3                   | 19,9                   | 9,2                    | 4,6                    | 4,4                    | 8,7                    | 3,2                    | 4,2                    | 6            | 4            | 5            | 2            | 1            | 1            | 2            | 0            |   |   |   |
| SVT/Verian                           | 25–30 april      | 1 900 | 29,7                   | 18,3                   | 17,2                   | 9,5                    | 4,5                    | 4,2                    | 8,8                    | 3,7                    | 4,2                    | 7            | 4            | 4            | 2            | 1            | 1            | 2            | 0            |   |   |   |
| Novus                                | 1–28 april       | 2 311 | 31,2                   | 17,7                   | 18,8                   | 10,3                   | 3,6                    | 3,5                    | 8,5                    | 3,8                    | 2,6                    | 8            | 4            | 5            | 2            | 0            | 0            | 2            | 0            |   |   |   |
| Indikator                            | 28 mars–22 april | 6 943 | 32,3                   | 19,0                   | 18,6                   | 9,7                    | 4,6                    | 2,3                    | 8,1                    | 3,3                    | 2,1                    | 8            | 4            | 4            | 2            | 1            | 0            | 2            | 0            |   |   |   |
| Ipsos                                | 23 feb–5 mars    | 1 003 | 30,4                   | 16,4                   | 17,5                   | 8,3                    | 7,0                    | 4,5                    | 9,6                    | 4,7                    | 1,5                    | 6            | 4            | 4            | 2            | 1            | 1            | 2            | 1            |   |   |   |
| Novus                                | 19 feb–3 mars    | 504   | 32,4                   | 18,1                   | 20,5                   | 8,0                    | 4,6                    | 4,2                    | 7,3                    | 3,3                    | 1,7                    | 7            | 4            | 4            | 2            | 1            | 1            | 2            | 0            |   |   |   |
| Europaparlamentsvalet i Sverige 2019 | 26 maj 2019      | –     | 23,5                   | 16,8                   | 15,3                   | 11,5                   | 10,8                   | 8,6                    | 6,8                    | 4,1                    | 2,5                    | 5            | 4            | 3            | 3            | 2            | 2            | 1            | 1            |   |   |   |

### Vallokalsundersökning
När vallokalerna stängde klockan 21:00 på kvällen den 9 juni 2024 visade SVT resultatet av sin vallokalsundersökning Valu. Undersökningen innehöll svar från 11 000 väljare vid 67 förtidsröstningslokaler och 93 vallokaler i hela Sverige. I tabellen nedan visas, i procent, vad väljarna svarat på frågan vilket parti de röstat på idag.
| Parti | Parti               | Procent | Förändring* | Mandat- fördelning (diff) |
| ----- | ------------------- | ------- | ----------- | ------------------------- |
|       | Socialdemokraterna  | 23,1    | -0,38       | 5 (±0)                    |
|       | Moderaterna         | 17,3    | +0,47       | 4 (±0)                    |
|       | Miljöpartiet        | 15,7    | +4,18       | 3 (±0)                    |
|       | Sverigedemokraterna | 13,9    | -1,44       | 3 (±0)                    |
|       | Vänsterpartiet      | 10,7    | +3,90       | 2 (+1)                    |
|       | Centerpartiet       | 7,2     | -3,58       | 2 (±0)                    |
|       | Kristdemokraterna   | 6,1     | -2,52       | 1 (-1)                    |
|       | Liberalerna         | 4,2     | +0,07       | 1 (±0)                    |
|       | Övriga              | 1,8     | -0,70       | –                         |

*i procentenheter jämfört med valresultatet 2019.

## Granskning
SVT skrev den 11 juli att man avslöjat "allvarliga fel i rösträkningen", vid en stickprovsundersökning av 14 kommuner och deras 410 valdistrikt. Den vanligaste avvikelsen var fler röster än valkuvert. En annan var att antalet avprickade väljare inte stämde överens med antalet kuvert. Totalt uppgick det till 213 avvikelser, vilket motsvarade mer än var tusende röst i de granskade distrikten. Den höga siffran förvånade statsvetare, men sades inte ha påverkat valutgången.